# Sarah Enright
Sarah Enright es una actriz australiana, más conocida por interpretar a la detective Tracey Thompson en la serie Home and Away. 

## Carrera
En 2003 interpretó a Olivia en la serie Farscape. En 2004 apareció en el episodio "A McLeod Daughter" de la exitosa serie australiana Mcleod's Daughters, donde interpretó a Prue Mcleod. En 2006 interpretó a la detective Tracey Thompson en la aclamada serie australiana Home and Away.

## Filmografía
Series de televisión
| Año  | Título             | Personaje            | Notas                             |
| ---- | ------------------ | -------------------- | --------------------------------- |
| 2006 | Home and Away      | Det. Tracey Thompson | 8 episodios                       |
| 2004 | Mcleod's Daughters | Prue Mcleod          | junto a Anthony Hayes & Josef Ber |
| 2003 | All Saints         | Rachel Tierney       | episodio "Separation Pains"       |
| 2003 | Farscape           | Olivia Crichton      | 2 episodios                       |

Películas
| Año  | Título            | Personaje | Notas                                                                            |
| ---- | ----------------- | --------- | -------------------------------------------------------------------------------- |
| 2003 | BlackJack         | Vicky     | junto a Doris Younane                                                            |
| 2002 | White Collar Blue | Ruth      | junto a Linda Cropper, Freya Stafford, Brooke Satchwell, Don Hany & Sandy Winton |